# Ungarische Eishockeyliga 2004/05
Die Saison 2004/05 war die 68. Spielzeit der ungarischen Eishockeyliga, der höchsten ungarischen Eishockeyspielklasse. Meister wurde zum insgesamt sechsten Mal in der Vereinsgeschichte Alba Volán Székesfehérvár.

## Modus
In der ersten Saisonphase absolvierte jede der sechs Mannschaften insgesamt zehn Spiele. Die beiden Erstplatzierten der ersten Saisonphase qualifizierten sich direkt für die Finalrunde. Die übrigen vier Mannschaften traten in einer zweiten Saisonphase gegeneinander an, wobei sich die beiden Erstplatzierten der zweiten Saisonphase ebenfalls für die Finalrunde qualifizierten. Die Ergebnisse aus der ersten Saisonphase zwischen Mannschaften, die sich für die zweite Saisonphase qualifizierten, wurden in die zweite Saisonphase übernommen. Die beiden Erstplatzierten der Finalrunde qualifizierten sich für das Meisterschaftsfinale. Die Ergebnisse aus der ersten Saisonphase zwischen Mannschaften, die sich für die Finalrunde qualifizierten, wurden in diese ebenfalls übernommen. Für einen Sieg nach regulärer Spielzeit erhielt jede Mannschaft drei Punkte, für einen Sieg nach Overtime gab es zwei Punkte, bei einer Niederlage nach Overtime gab es einen Punkt und bei einer Niederlage nach regulärer Spielzeit null Punkte.

## Erste Saisonphase
|    | Klub                      | Sp | S | OTS | OTN | N | Tore  | Punkte |
| -- | ------------------------- | -- | - | --- | --- | - | ----- | ------ |
| 1. | Alba Volán Székesfehérvár | 10 | 9 | 0   | 1   | 0 | 65:10 | 28     |
| 2. | Dunaújvárosi AC           | 10 | 7 | 0   | 1   | 2 | 84:20 | 22     |
| 3. | Újpesti TE                | 10 | 5 | 2   | 1   | 2 | 42:23 | 20     |
| 4. | Ferencvárosi TC           | 10 | 4 | 1   | 0   | 5 | 36:33 | 14     |
| 5. | Miskolci Jegesmedvék JSE  | 10 | 1 | 0   | 0   | 9 | 15:95 | 3      |
| 6. | Győri ETO HC              | 10 | 1 | 0   | 0   | 9 | 16:77 | 3      |

Sp = Spiele, S = Siege, U = unentschieden, N = Niederlagen, OTS = Overtime-Siege, OTN = Overtime-Niederlage

## Zweite Saisonphase
|    | Klub                     | Sp | S  | OTS | OTN | N  | Tore  | Punkte |
| -- | ------------------------ | -- | -- | --- | --- | -- | ----- | ------ |
| 1. | Újpesti TE               | 12 | 10 | 0   | 1   | 1  | 72:19 | 31     |
| 2. | Ferencvárosi TC          | 12 | 9  | 1   | 0   | 2  | 70:29 | 29     |
| 3. | Miskolci Jegesmedvék JSE | 12 | 3  | 0   | 0   | 9  | 35:69 | 9      |
| 4. | Győri ETO HC             | 12 | 1  | 0   | 0   | 11 | 24:84 | 3      |

Sp = Spiele, S = Siege, U = Unentschieden, N = Niederlagen, OTS = Overtime-Siege, OTN = Overtime-Niederlage

## Finalrunde
|    | Klub                      | Sp | S | OTS | OTN | N | Tore  | Punkte |
| -- | ------------------------- | -- | - | --- | --- | - | ----- | ------ |
| 1. | Alba Volán Székesfehérvár | 12 | 5 | 2   | 3   | 2 | 39:24 | 22     |
| 2. | Dunaújvárosi AC           | 12 | 5 | 2   | 2   | 3 | 44:32 | 21     |
| 3. | Újpesti TE                | 12 | 3 | 4   | 2   | 3 | 37:36 | 19     |
| 4. | Ferencvárosi TC           | 12 | 2 | 1   | 2   | 7 | 20:48 | 10     |

Sp = Spiele, S = Siege, U = unentschieden, N = Niederlagen, OTS = Overtime-Siege, OTN = Overtime-Niederlage, SOS = Penalty-Siege, SON = Penalty-Niederlage

## Playoffs

### Spiel um Platz 5
- Miskolci Jegesmedve JSE – Győri ETO HC 3:0/3:5

### Spiel um Platz 3
- Újpesti TE – Ferencvárosi TC 3:2 (4:2, 3:4 n. P., 4:0, 1:5, 4:2)

### Finale
- Alba Volán Székesfehérvár – Dunaújvárosi AC 4:3 (3:4, 0:6, 3:1, 0:3, 3:2 n. P., 5:1, 1:0)

### Kader des ungarischen Meisters
| Ungarischer Meister Alba Volán Székesfehérvár | Torhüter: Zoltán Becze, Krisztián Budai, Zoltán Hetényi Feldspieler: Borbás Gergely, Borostyán Gergely, József Csibi, István Dunai, Szabolcs Fodor, Tamás Gröschl, Roger Holéczy, Balázs Kangyal, Gábor Kiss, Csaba Kovács, Gabriel Köver, Majoross Gergely, Gábor Ocskay, Krisztián Palkovics, Rajz Attila, Karol Rusznyák, Rastislav Ondrejcik, Tamás Sille, Csaba Simon, Bence Svasznek, Roland Szuna, Lajos Tőkési, Pavol Valko, Artyom Vaszjunyin Trainer: Pat Cortina |